# Цинодесмус
Цинодесмус (лат. Cynodesmus) — род хищных млекопитающих семейства псовых, живший во время позднего олигоцена — раннего миоцена на территории Северной Америки. Внешне походил на койота с длинными ногами и достигал около 1 метра в длину. Произошёл от миоциса и являлся прародителем томарктуса, основателя отряда собачьих.